# Рассохин, Павел Игнатьевич
Па́вел Игна́тьевич Рассо́хин (род. 28 мая 1928, Шумиха, Уральская область) — слесарь Кустанайского авторемонтного завода министерства автомобильного транспорта Казахской ССР. Герой Социалистического Труда (1971).

## Биография
Павел Игнатьевич Рассохин родился 28 мая 1928 года в посёлке Шумиха Шумихинского сельсовета Шумихинского района Челябинского округа Уральской области, ныне город — административный центр Шумихинского муниципального округа Курганской области. Русский.
В 1940 году начал свою трудовую деятельность в колхозе имени Жданова Мендыгаринского района Кустанайской области Казахской ССР.
С 1948 по 1951 годы работал проходчиком на шахте в городе Караганда. В 1952 году начал трудовую деятельность слесарем в авторемонтном заводе в Кустанае. В 1955 году был направлен в город Алма-Ата на курсы повышения квалификации, где ему было присвоено звание мастер по ремонту автомобилей.
В 1959 году вступил в КПСС.
Досрочно выполнил производственные задания Восьмой пятилетки (1966—1970) и свои личные социалистические обязательства.
Указом Президиума Верховного Совета СССР от 4 мая 1971 года за выдающиеся успехи, достигнутые в выполнении производственных заданий пятилетнего плана по перевозкам народнохозяйственных грузов и пассажиров, строительству и содержанию автомобильных дорог Павлу Игнатьевичу Рассохину присвоено звание Героя Социалистического Труда с вручением ордена Ленина и золотой медали «Серп и Молот».
Избирался членом Кустанайского обкома и горкома компартии Казахстана, депутатом Кустанайского городского совета депутатов, делегатом X съезда профсоюзов Казахстана.
Делегат XVI съезда Коммунистической партии Казахстана (6—8 февраля 1986 года).
С 1988 года находится на пенсии. Проживал в городе Костанае Костанайской области Республики Казахстан.

## Награды
- Герой Социалистического Труда, 4 мая 1971 года
  - Орден Ленина № 406829
  - Медаль «Серп и Молот» № 15475
- Орден «Знак Почёта», 11 января 1957 года
- Юбилейная медаль «За доблестный труд. В ознаменование 100-летия со дня рождения Владимира Ильича Ленина»
- Знак «Ударник девятой пятилетки»
- Знак «Ударник коммунистического труда»